# Renate Hoditz
Renate Hoditz, geb. Greff (* 12. August 1929 in Halle/Saale; † 6. November 2020) war eine deutsche Schmuckgestalterin.

## Leben und Werk
Renate Greff kam aus einer bürgerlichen Hallenser Familie. Sie wollte gern Ärztin werden, erhielt aber wegen dieser Herkunft in der DDR keinen Studienplatz. Daraufhin absolvierte sie in Halle eine Lehre als Gold- und Silberschmiedin. Von 1950 bis 1956 studierte sie bei Karl Müller  in der Metallabteilung der Hochschule für industrielle Formgestaltung Halle – Burg Giebichenstein und wurde Gürtlerin. 1957 erwarb sie den Meistertitel als Silberschmied. Dann war Renate Hoditz bis 1992 in Halle freischaffend als Schmuckgestalterin tätig. Sie erhielt in der DDR u. a. Aufträge für repräsentative Arbeiten. So schuf sie 1955 mit Müller die goldene Amtskette des Präsidenten der Leopoldina Kurt Mothes und später Amtsketten für die Rektoren mehrerer Hochschulen.
Renate Hoditz war bis 1990 Mitglied des Mitglied des Verbands Bildender Künstler der DDR.
Ab 1992 leitete sie für zwei Jahre die Schmuckgestalter-Werkstatt an der „Burg“. Danach arbeitete sie weiter in ihrer Werkstatt als Schmuckgestalterin.
Renate Hoditz hatte drei Kinder: Andrea, Melche und Michael Hoditz.
Sie wurde zur See bestattet.

## Ausstellungen (unvollständig)
- 1962 bis 1983: Dresden, Fünfte Deutsche Kunstausstellung bis IX. Kunstausstellung der DDR
- 1967 und 1970: Leipzig, Grassi-Museum („Kunsthandwerk im Grassimuseum“)
- 1969 und 1979: Halle/Saale, Bezirkskunstausstellungen
- 1971, 1974 und 1980: Jablonec nad Nisou, Internationale Triennale für Glas und Schmuck
- 1981: Halle/Saale, Staatliche Galerie Moritzburg („Metallgestaltung in der DDR“)
- 1982: Erfurt, Galerie am Fischmarkt („Unedler Schmuck“)
- 1984: Erfurt, Galerie am Fischmarkt („Schmuck und Glas“)